# Guavina
Guabina es uno de los sectores que forman la ciudad de Cabimas en el estado Zulia, Venezuela, pertenece a la parroquia Carmen Herrera.

## Ubicación
Guabina se encuentra entre los sectores Delicias Nuevas al norte (carretera H), Delicias Viejas al este (Av Principal las Delicias), Concordia al sur (av Cumaná), El Solito, Miraflores y Tierra Negra al oeste (calle Carabobo). 
Aunque definida por esos límites, dentro de dichos límites se encuentran el sector José Antonio Páez (compuesto por una única calle al fondo del Instituto Universitario Santiago Mariño) y el Estadio de Miraflores (que es considerado miraflores, el complejo deportivo con cancha de basquetball es considerado Guabina, el Mariño es considerado Miraflores).

## Etimología
"Guabina" es el nombre común para el pez "Hoplias malabaricus", anteriormente donde hoy se encuentra Guabina existió una ciénaga donde vivían dichos animales, dicha laguna fue secada por un canal para facilitar las operaciones petroleras. Al crecer la ciudad los terrenos ejidos fueron habitados y nació el sector Guabina. Actualmente la zona del canal de drenaje cerca de las calles Apure y Zulia es conocida como "el ciénego de Guabina".

## Zona residencial
En Guabina se encuentra el Instituto Universitario Tecnológico UNIR, además del centro Comercial Borjas (Centro 99), la escuela José Enrique Rodó, el antiguo Taller Apollo (todos en la carretera H) y el Preescolar El Brillante (fin de la calle Zulia) . Las calles sinuosas de Guabina se deben a las líneas de flujo de pozos petroleros activos y abandonados.

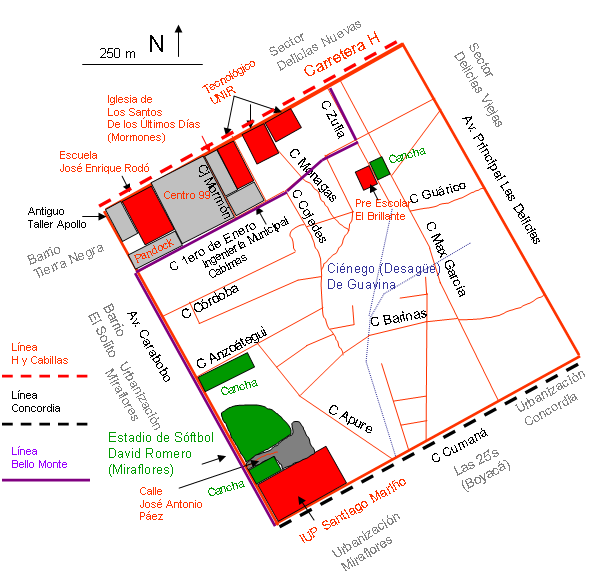
Sector Guabina

## Vialidad y transporte
Como en las Delicias Nuevas, las calles de Guabina tienen nombres de estados de Venezuela, como Carabobo, Apure, Nueva Esparta, Guárico, Portuguesa, Táchira, Cojedes, entre otras, la vía principal es la calle 1.º de Enero que pasa al fondo del Centro Comercial Borjas (Centro 99) y Pandock. Otra calle principal es la calle Córdoba, paralela a la 1.º de Enero, entre la Av Carabobo y la calle Cojedes. Existe una calle nueva llamada callejón Mormón, nombrada así porque separa el CC Borjas (Centro 99) de la Iglesia de los Santos de los últimos Días (conocidos como Mormones).
Por Guabina pasan las líneas Bello Monte (calles Zulia y 1.º de enero y Carabobo), H y Cabillas (carretera H) y H y Delicias (calle Carabobo).

## Sitios de referencia
- Instituto Universitario Tecnológico UNIR. Carretera H
- Centro 99 (antiguo CC Borjas). Carretera H con callejón Mormón
- Iglesia de los Santos de los últimos Días. Calle Mormón entre carretera H y calle 1.º de Enero
- Ingeniería Municipal Alcaldía de Cabimas. Calle 1 de Enero con callejón Mormón
- Escuela Básica José Enrique Rodó. Carretera H
- Preescolar El Brillante. Calle Zulia
- Antiguo Taller Apollo (abandonado en 2008). Carretera H con av Carabobo
- Pandock. Calle 1.º de Enero con av Carabobo
- Estadio de Softbol David Romero. Av Carabobo. Comúnmente referido como ubicado en el sector Miraflores